# Rhodophthitus pseudabraxas
Rhodophthitus pseudabraxas är en fjärilsart som beskrevs av Robert H. Carcasson 1964. Rhodophthitus pseudabraxas ingår i släktet Rhodophthitus och familjen mätare. Inga underarter finns listade.